# Jardín Botánico Henri Gaussen
El Jardín Botánico Henri Gaussen ( en francés: Jardin botanique Henri Gaussen) es un jardín botánico de 7 hectáreas de extensión, dependiente administrativamente de la Universidad Paul Sabatier durante más de 40 años.
Actualmente asignado a la "Unidad de Formación y Búsqueda de las Ciencias de la vida y de la Tierra" y el museo de Toulouse en la ciudad de Toulouse, Francia.
Está adscrito a la prestigiosa asociación de ámbito francófono « Jardins botaniques de France et des pays francophones » (JBF).
El código de identificación del Jardin botanique Henri Gaussen como miembro del "Botanic Gardens Conservation Internacional" (BGCI), así como las siglas de su herbario es TOU.

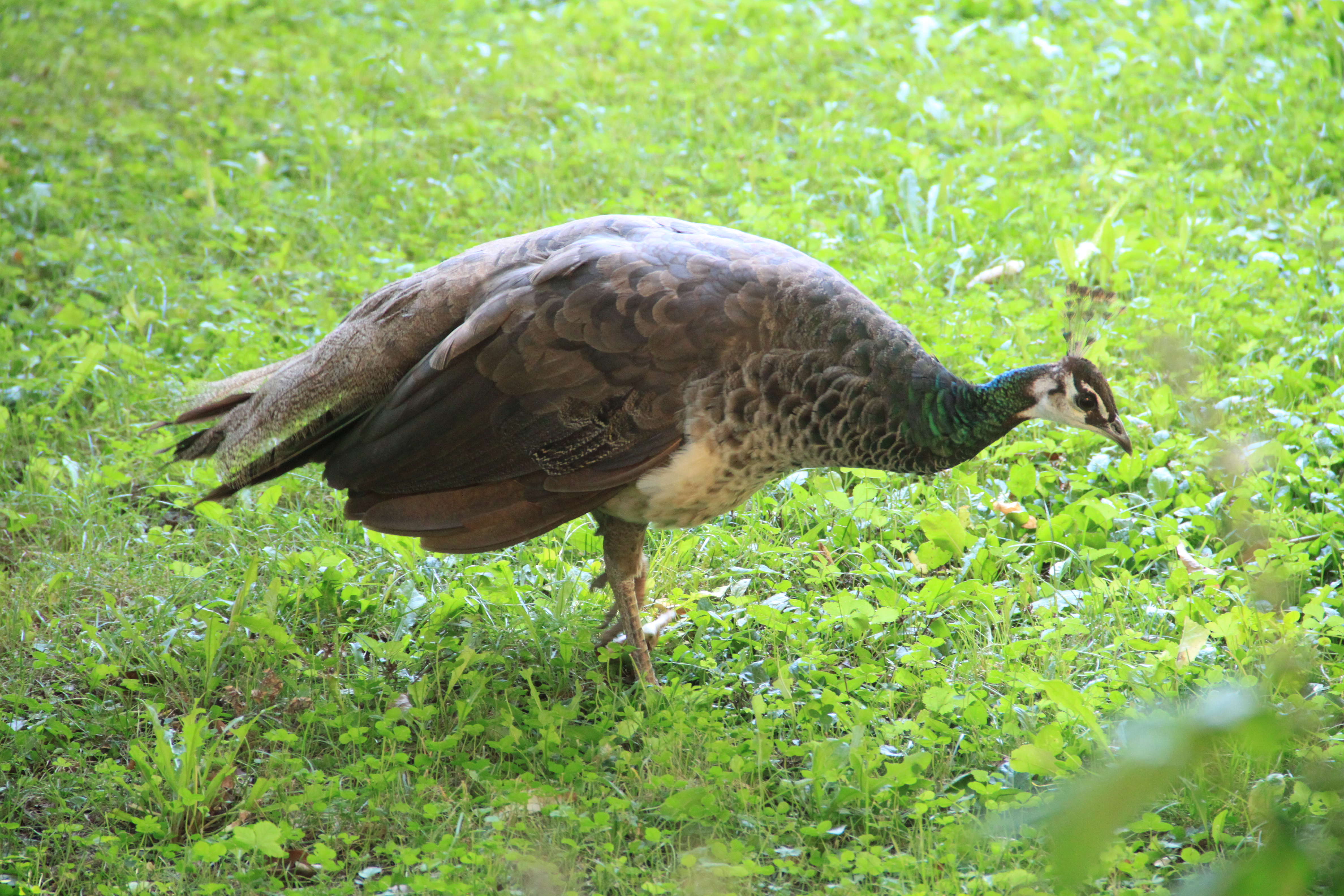
Pavo cristatus en el MHNT.

## Localización
Jardin Botanique et Arboretum Henri Gaussen Université Paul Sabatier, 39 allées Jules Guesde,
Toulouse, Haute-Garonne, Midi-Pyrénées, 31062 cedex 9 France-Francia.
Planos y vistas satelitales.43°36′13.32″N 1°26′34.44″E / 43.6037000, 1.4429000
- Promedio anual de lluvias: 650 mm
- Altitud: 152.00 m s. n. m.
- Área total bajo cristal: 450 metros

Se encuentra abierto todos los días laborales de la semana, en los meses cálidos del año.
Tiene un arboreto satelital dependiente administrativamente el Arboretum de Jouéou.

## Historia
El Jardín Botánico estaba en su origen incluido en el conjunto del Jardín de plantas de Toulouse creado, a principios del siglo XIX, por Philippe Picot de Lapeyrouse.
Este extenso jardín, que ambicionaba igualar a los de París y Montpellier, se instaló en las dependencias del monasterio del Carmen requisado en la Revolución, llamado "Jardins de Frescati".
El Jardín de plantas se estructuró en parte en varias "escuelas" (plantas medicinales, industriales, forrajeras…), adquirió un gran renombre y contó con más de 5000 especies (regionales, pirenaicas, exóticas).
Solo la « "l'école générale de Botanique"» (escuela general de Botánica) sobrevivió después de la "exposición internacional de 1887". El Jardín Botánico actual se sitúa en el sitio de esta escuela.
Colocado durante más de 40 años bajo la responsabilidad de la Universidad Paul Sabatier, actualmente asignado a la "Unidad de Formación y Búsqueda de las Ciencias de la vida y de la Tierra".
En 1991, se dedicó a la memoria del Profesor Henri Gaussen (1891-1981), famoso botánico-fitogeografo de Toulouse, que lo dirigió de 1946 a 1958.
Este espacio encuentra doblemente su vocación inicial del antiguo jardín de monasterio, jardín de simples (colecciones etnobotánicas) y de escuela de Botánica (herramienta científica y pedagógica).
En 1998, el Jardín Botánico Henri Gaussen obtuvo el rango de miembro de "Jardines botánicos de Francia y de los países francófonos".

## Colecciones
Actualmente el jardín alberga unas 2,500 taxones de plantas que se agrupan en una colección etnobotánica distribuida en secciones como plantas medicinales, de uso industrial, y de uso en la alimentación, además de seis invernaderos (450 m²).
De un interés particular son sus colecciones de:
- Plantas tóxicas con 840 especies,
- Plantas tropicales con 145 especies,
- Plantas epífitas con 300 especies,
- Plantas suculentas con 730 especies,
- Plantas carnívoras con 90 especies.
- Arboreto con 250spp de coníferas
- Herbario con unos 300,000 especímenes

En sus colecciones también incluye unas 4500 placas fotográficas y 35,000 diapositivas tomadas por el Prof. Henri Gaussen documentando la flora de los Pirineos franceses. El Arboretum de Jouéou está administrado como parte de este jardín botánico.
Algunos detalles en el "Jardín Botánico Henri Gaussen".

Detalles
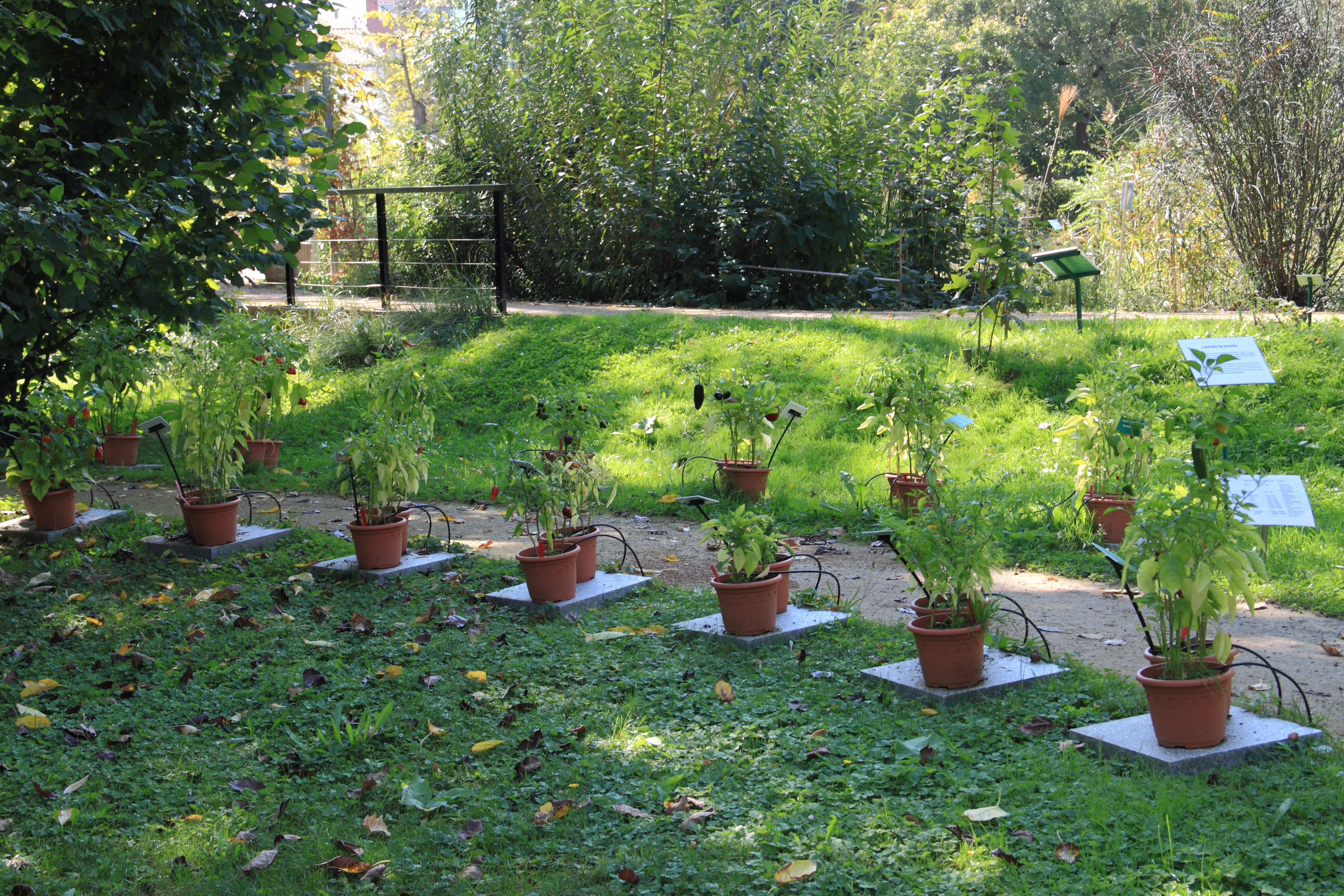
Macetas con ejemplares de Capsicum.
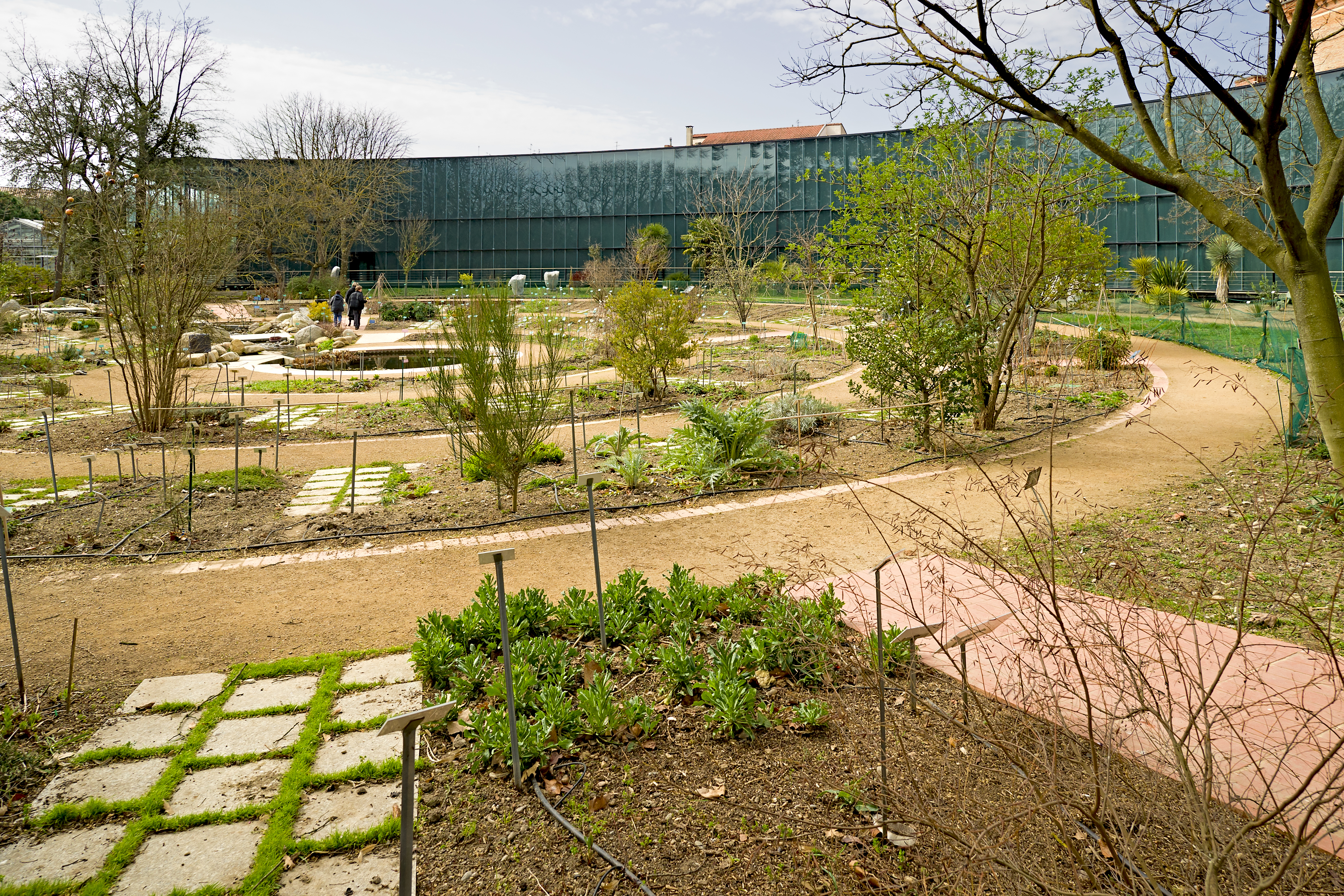
La espiral etnobotánica.
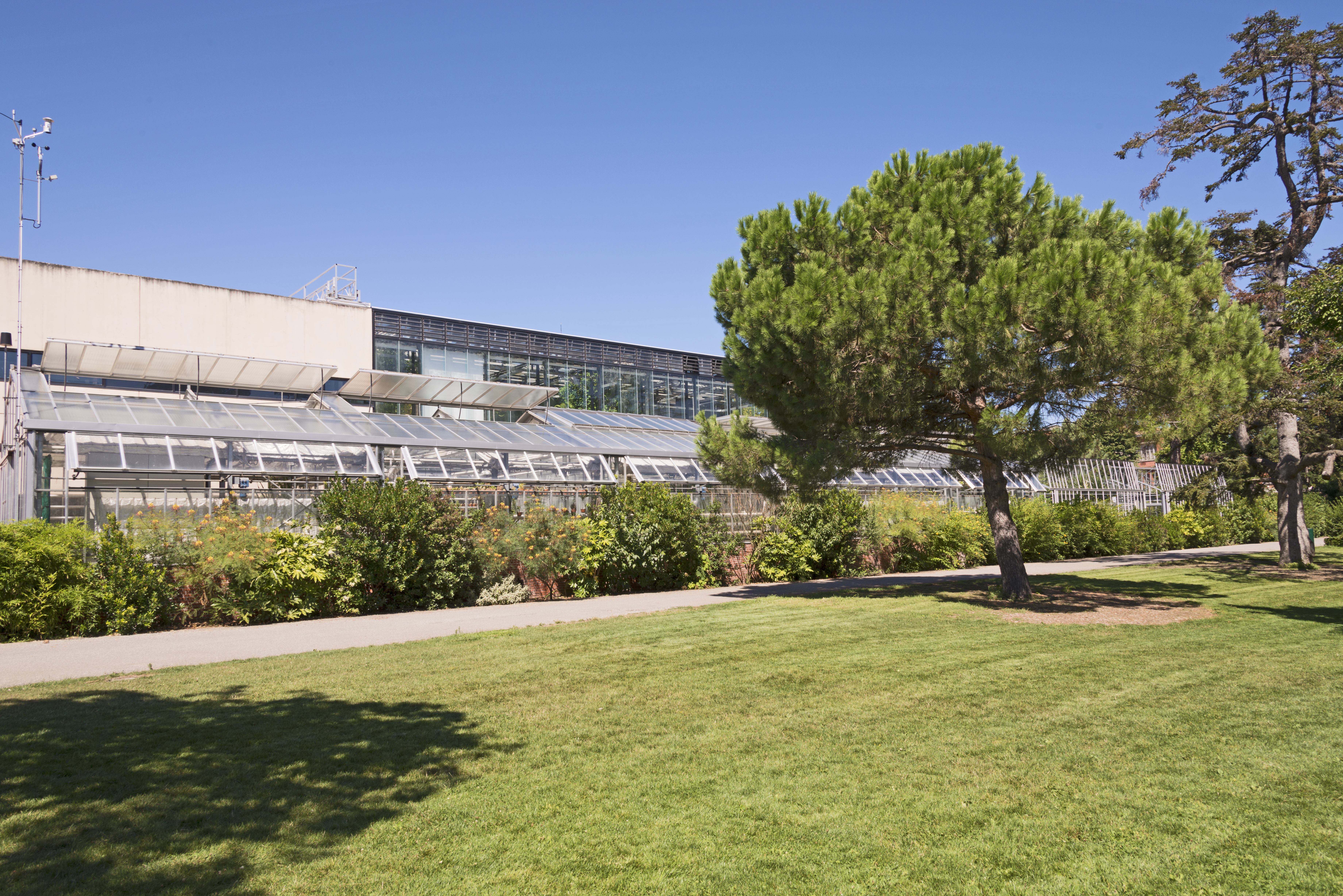
Los invernaderos en la "Allée Claudine_Sudre".
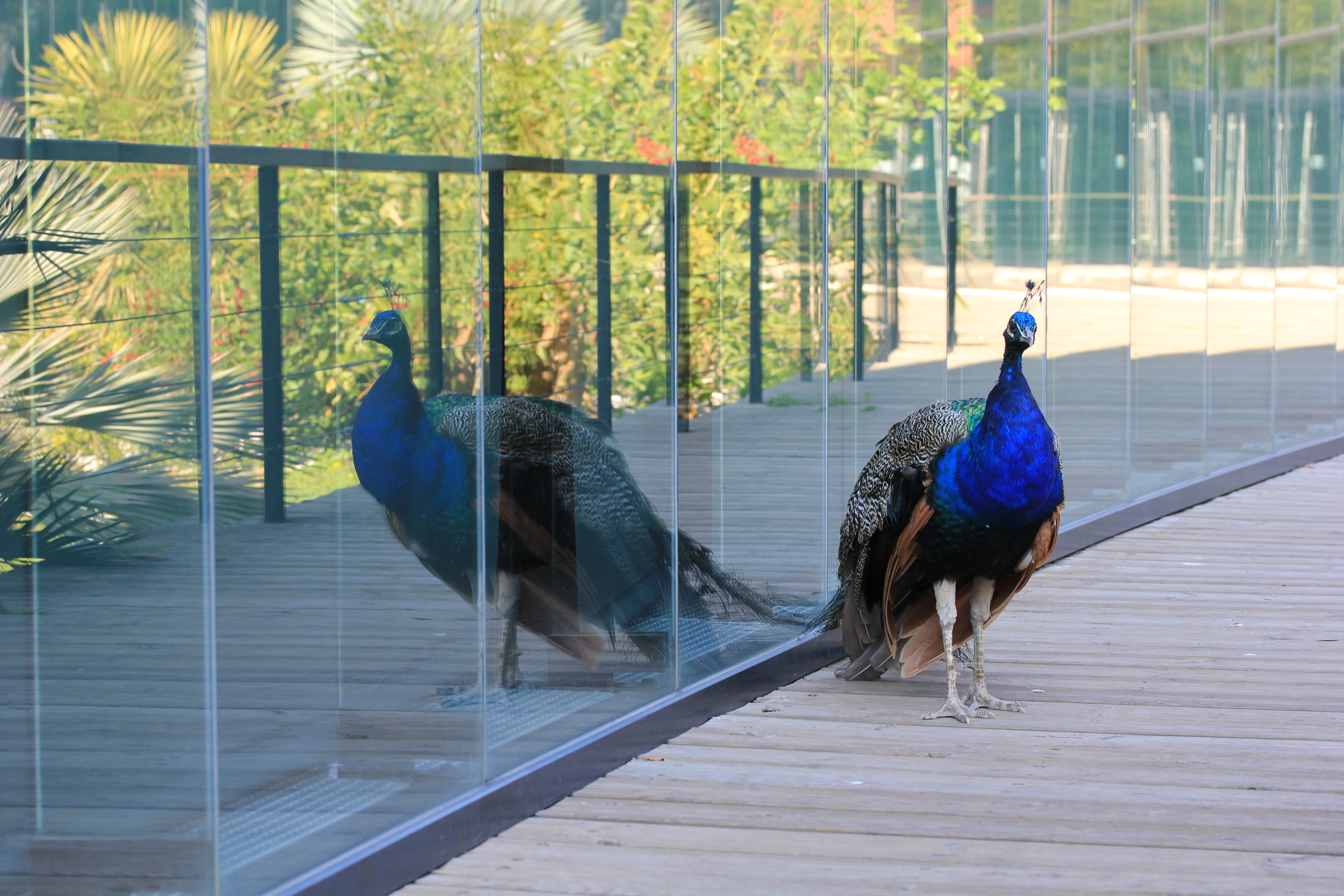
Pavos reales.

Algunos especímenes de Capsicum en el "Jardín Botánico Henri Gaussen".

Especímenes
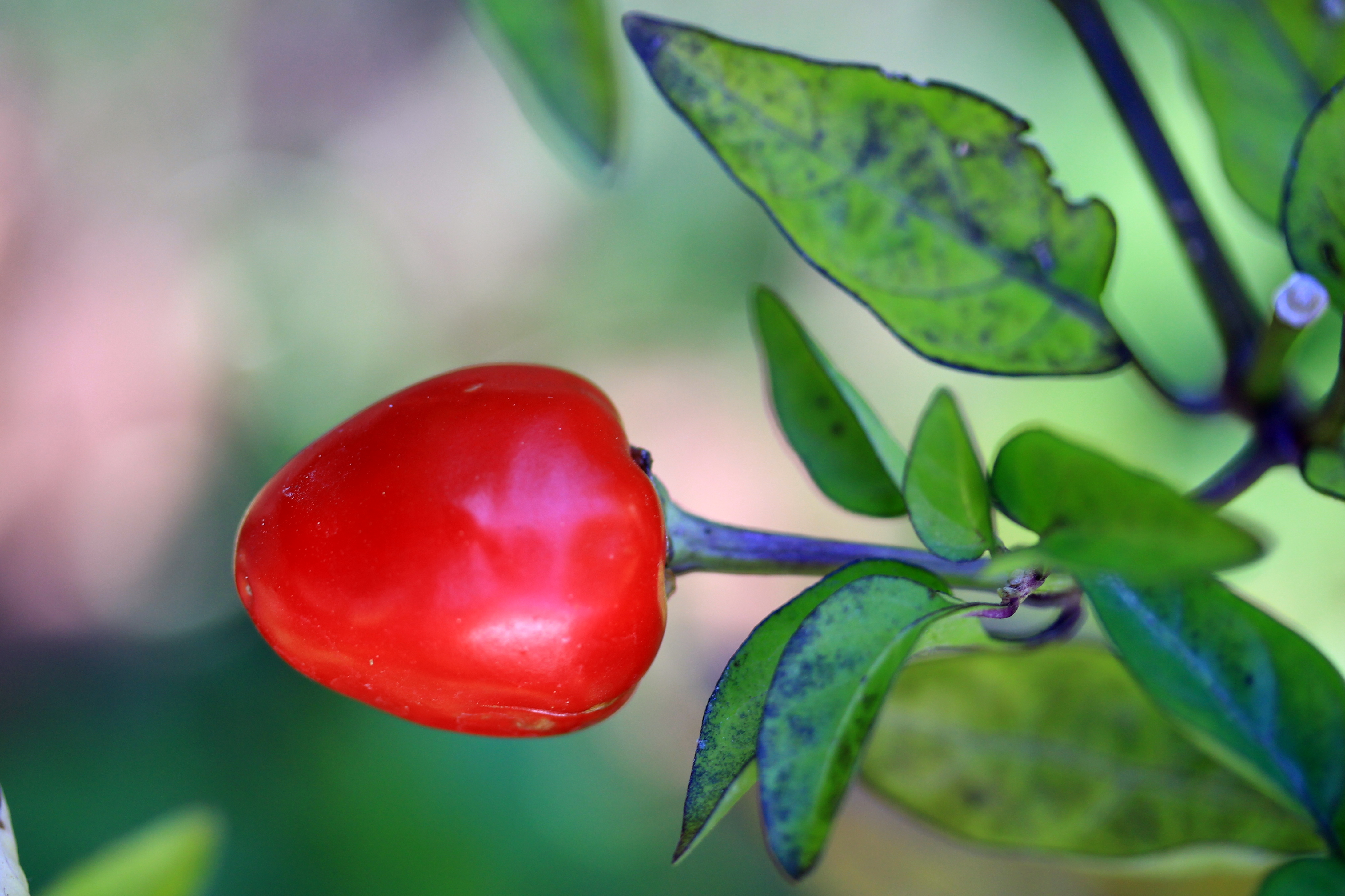
Capsicum annuum 'Bolivian Rainbow'.
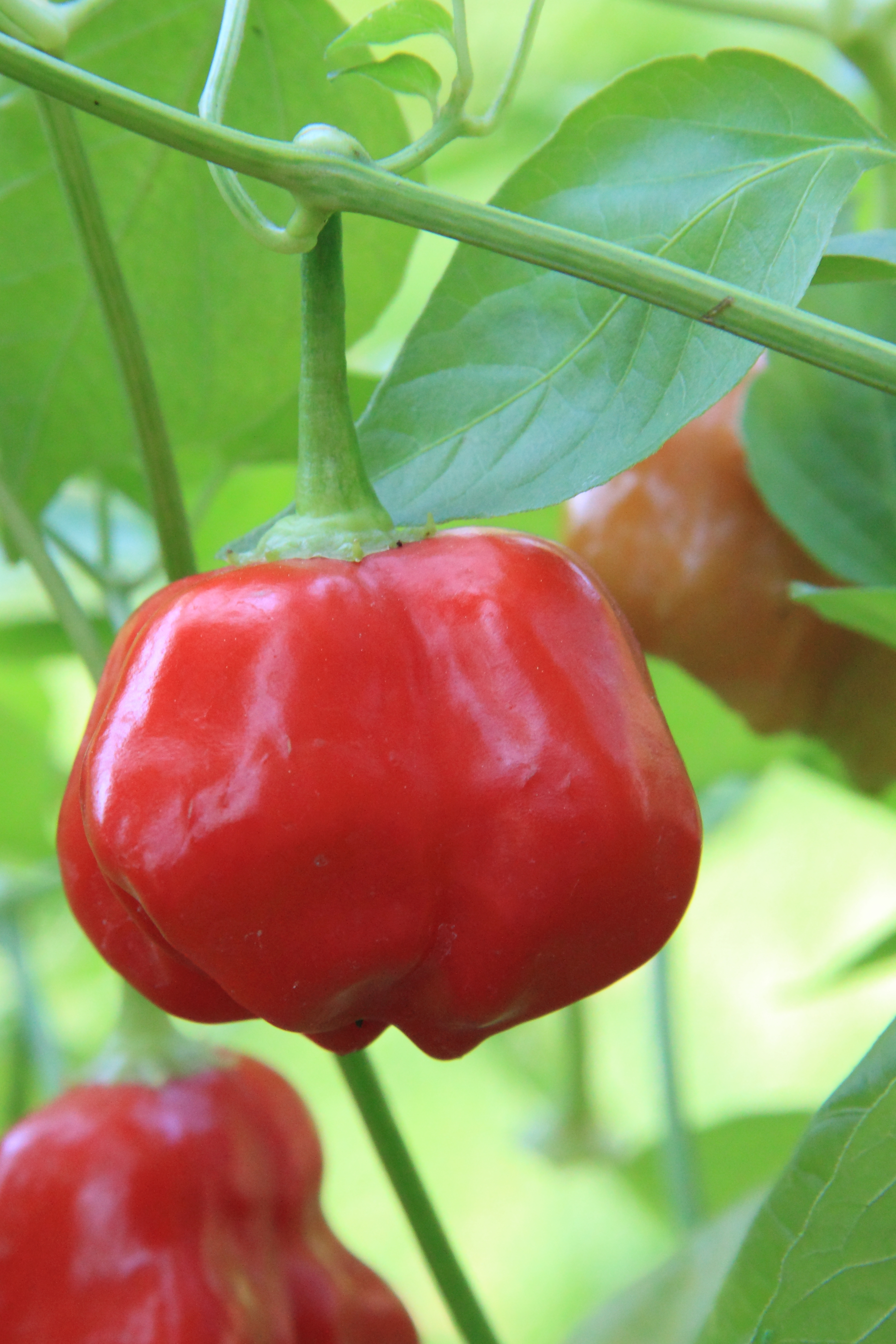
Capsicum annuum 'Glocken Paprika'
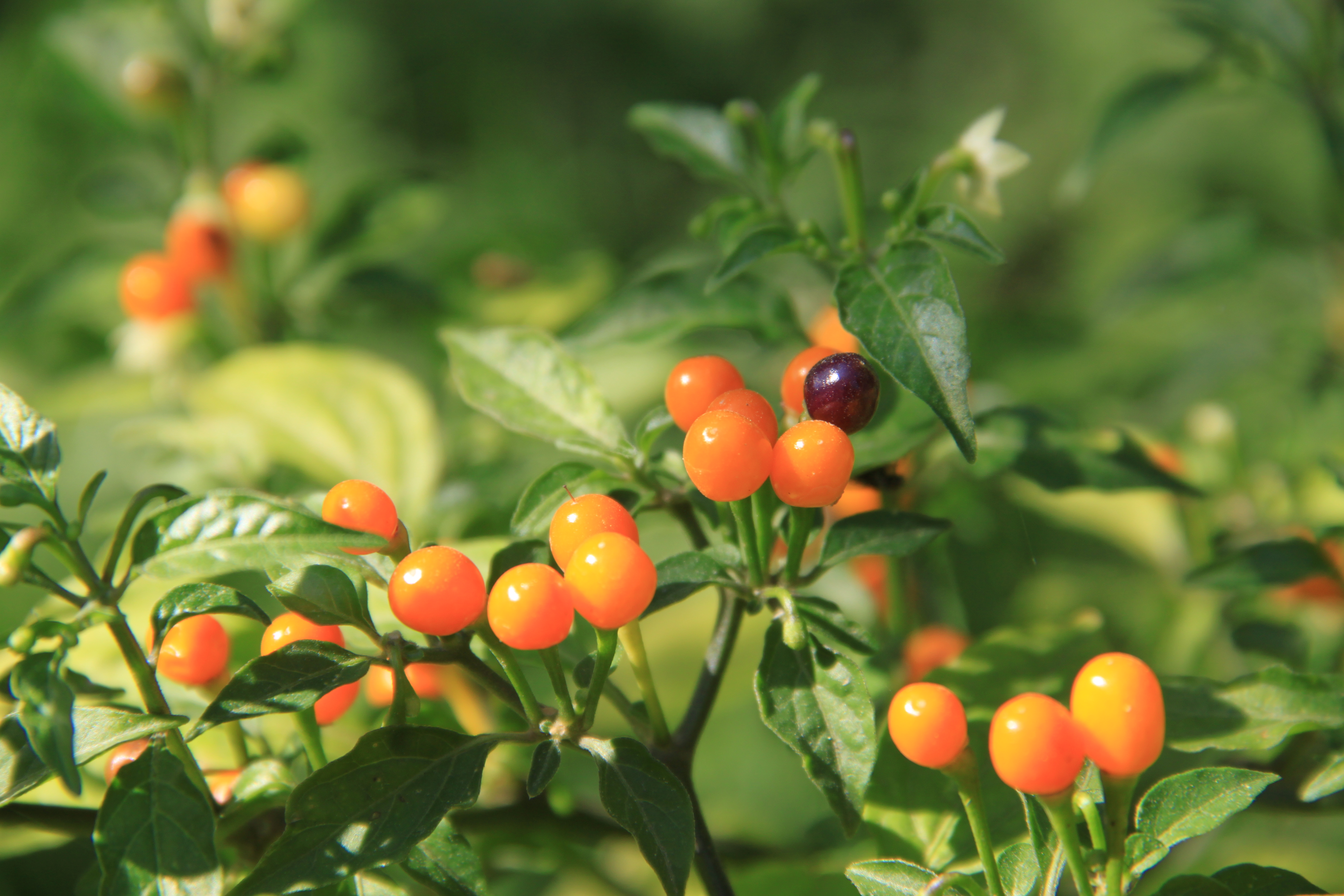
Capsicum schottianum
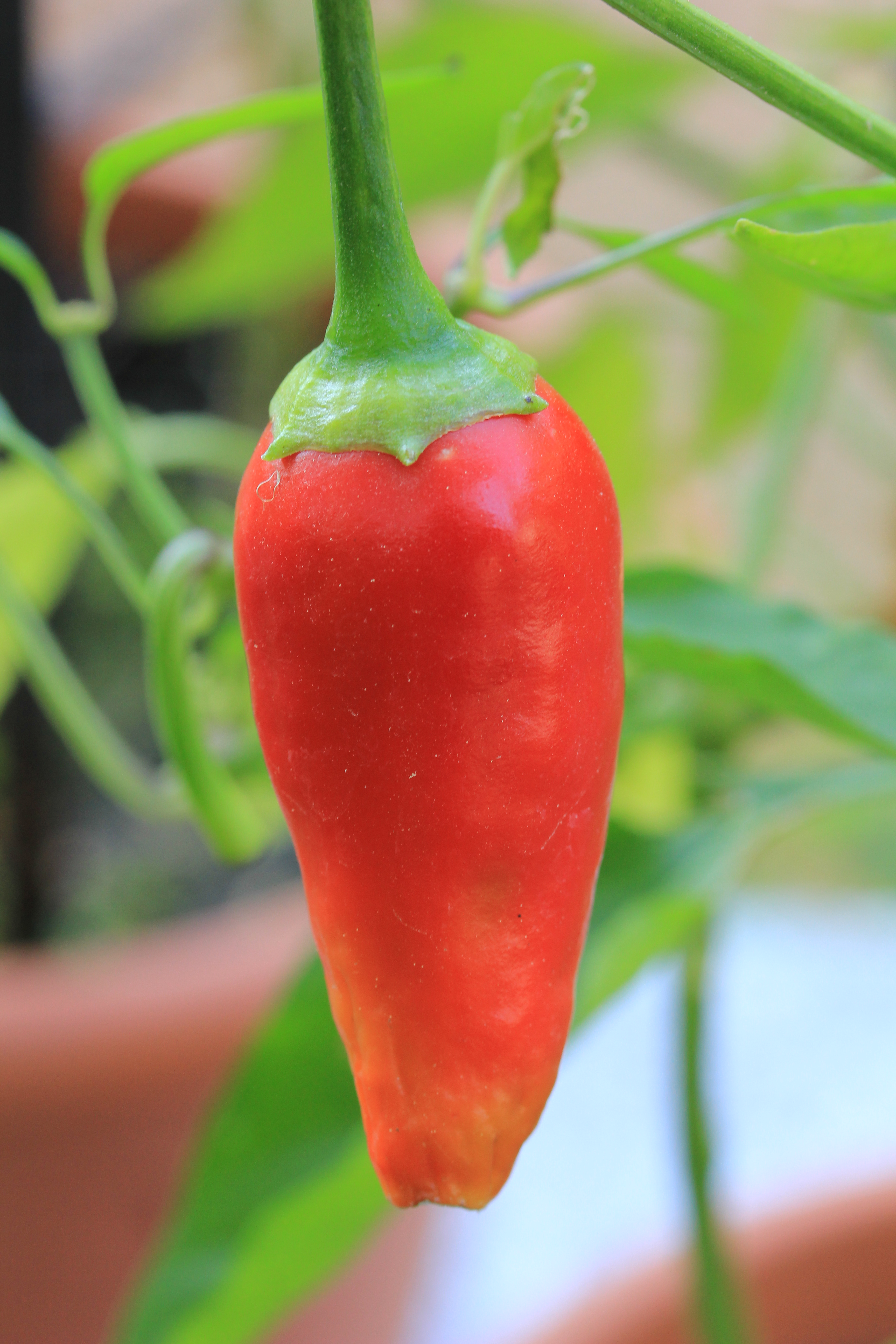
Pimiento de Cayena.
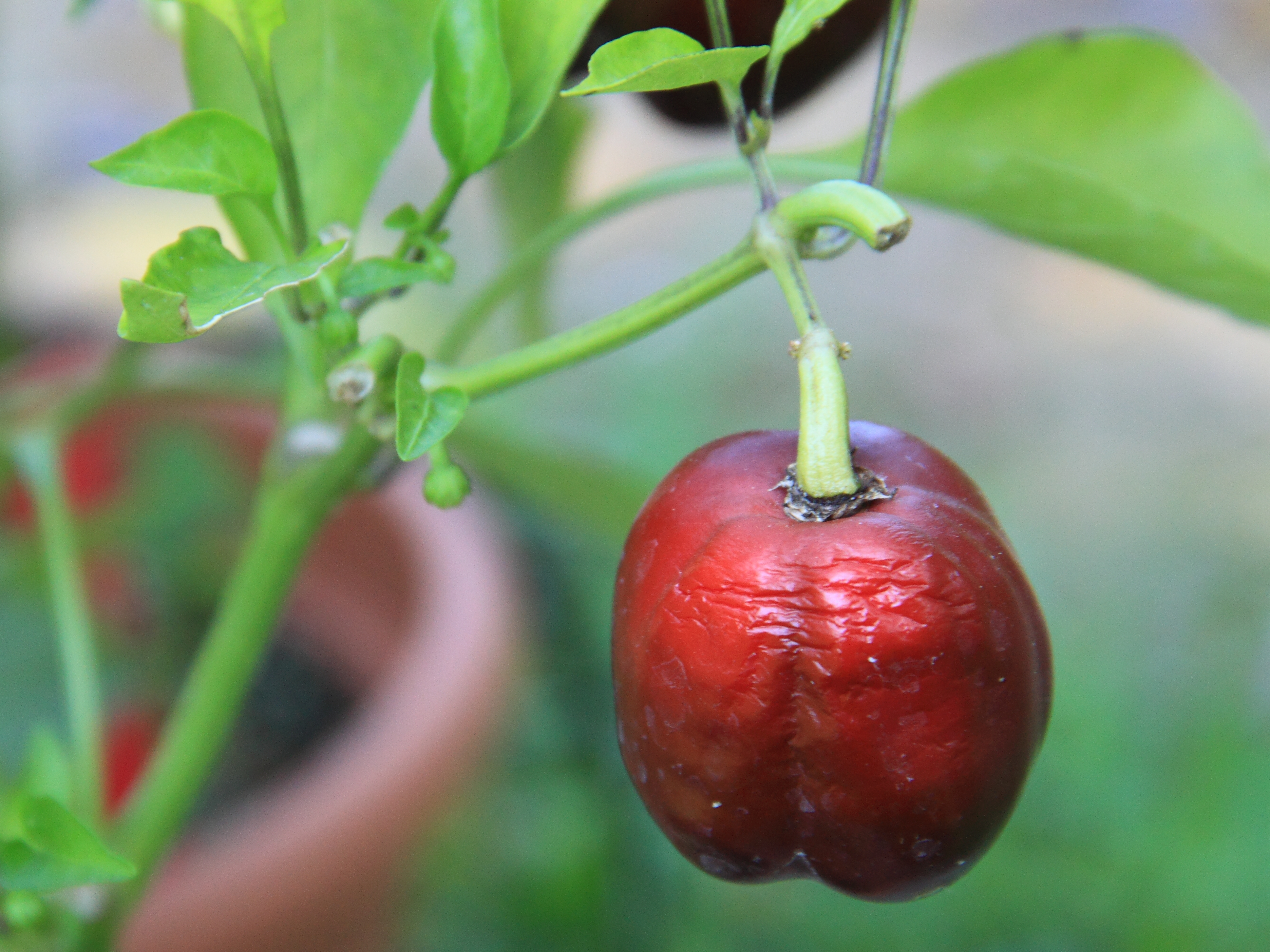
Capsicum annuum miniatura 'Chocolate Bell'.